# Ronde van Veneto 2024
De 87e editie van de wielerwedstrijd Ronde van Veneto werd verreden op 16 oktober 2024. Titelverdediger Dorian Godon nam deze editie niet deel. Godon werd opgevolgd door de Nieuw-Zeelander Corbin Strong die de sterkste bleek uit een sprint met de Belg Xandro Meurisse en de Fransman Romain Grégoire. Het was de tweede zege van het seizoen van Strong en de vierde van zijn carrière. De wedstrijd was onderdeel van de UCI ProSeries.
De wedstrijd was 165 kilometer lang en startte in Verona, de finish lag in Vicenza.

## Uitslag
| Plaats  | Naam                       | Ploeg                         | tijd     |
| ------- | -------------------------- | ----------------------------- | -------- |
| Winnaar | Corbin Strong              | Israel-Premier Tech           | 3u50'03" |
| 2       | Xandro Meurisse            | Alpecin-Deceuninck            | z.t.     |
| 3       | Romain Grégoire            | Groupama-FDJ                  | z.t.     |
| 4       | Davide De Pretto           | Team Jayco AlUla              | + 3"     |
| 5       | Marc Hirschi               | UAE Team Emirates             | + 4"     |
| 6       | Mattia Bais                | Team Polti Kometa             | z.t.     |
| 7       | Lorenzo Rota               | Intermarché-Wanty             | + 5"     |
| 8       | Filippo Fiorelli           | VF Group-Bardiani CSF-Faizanè | z.t.     |
| 9       | Davide Toneatti            | Astana Qazaqstan Team         | z.t.     |
| 10      | Tobias Halland Johannessen | Uno-X Mobility                | z.t.     |

Ronde van Valencia ·
Figueira Champions Classic ·
Ronde van Oman ·
Clásica de Almería ·
Ronde van de Algarve ·
Ruta del Sol ·
Ardèche Classic ·
Drôme Classic ·
Kuurne-Brussel-Kuurne ·
Trofeo Laigueglia ·
Nokere Koerse ·
Milaan-Turijn ·
GP Denain ·
Bredene Koksijde Classic ·
Grote Prijs Miguel Indurain ·
Scheldeprijs ·
Brabantse Pijl ·
Ronde van de Alpen ·
Ronde van Turkije ·
Grote Prijs van Plumelec ·
Tro Bro Léon ·
Ronde van Hongarije ·
Vierdaagse van Duinkerke ·
Boucles de la Mayenne ·
Ronde van Noorwegen ·
Circuit Franco-Belge ·
Brussels Cycling Classic ·
Dwars door het Hageland ·
Ronde van België ·
Ronde van Slovenië ·
Ronde van het Qinghaimeer ·
Ronde van Wallonië ·
Arctic Race of Norway ·
Ronde van Burgos ·
Ronde van Denemarken ·
Ronde van Duitsland ·
Maryland Cycling Classic ·
Ronde van Groot-Brittannië ·
Grote Prijs van Fourmies ·
GP Industria & Artigianato-Larciano ·
Coppa Sabatini ·
Grote Prijs van Wallonië ·
Ronde van Luxemburg ·
Super 8 Classic ·
Ronde van Langkawi ·
Ronde van het Münsterland ·
Ronde van Emilia ·
Parijs-Tours ·
Coppa Bernocchi ·
Ronde van de Drie Valleien ·
Ronde van Piemonte ·
Ronde van het Taihu-meer ·
Ronde van Veneto ·
Japan Cup ·
Veneto Classic